# Погонна гармата

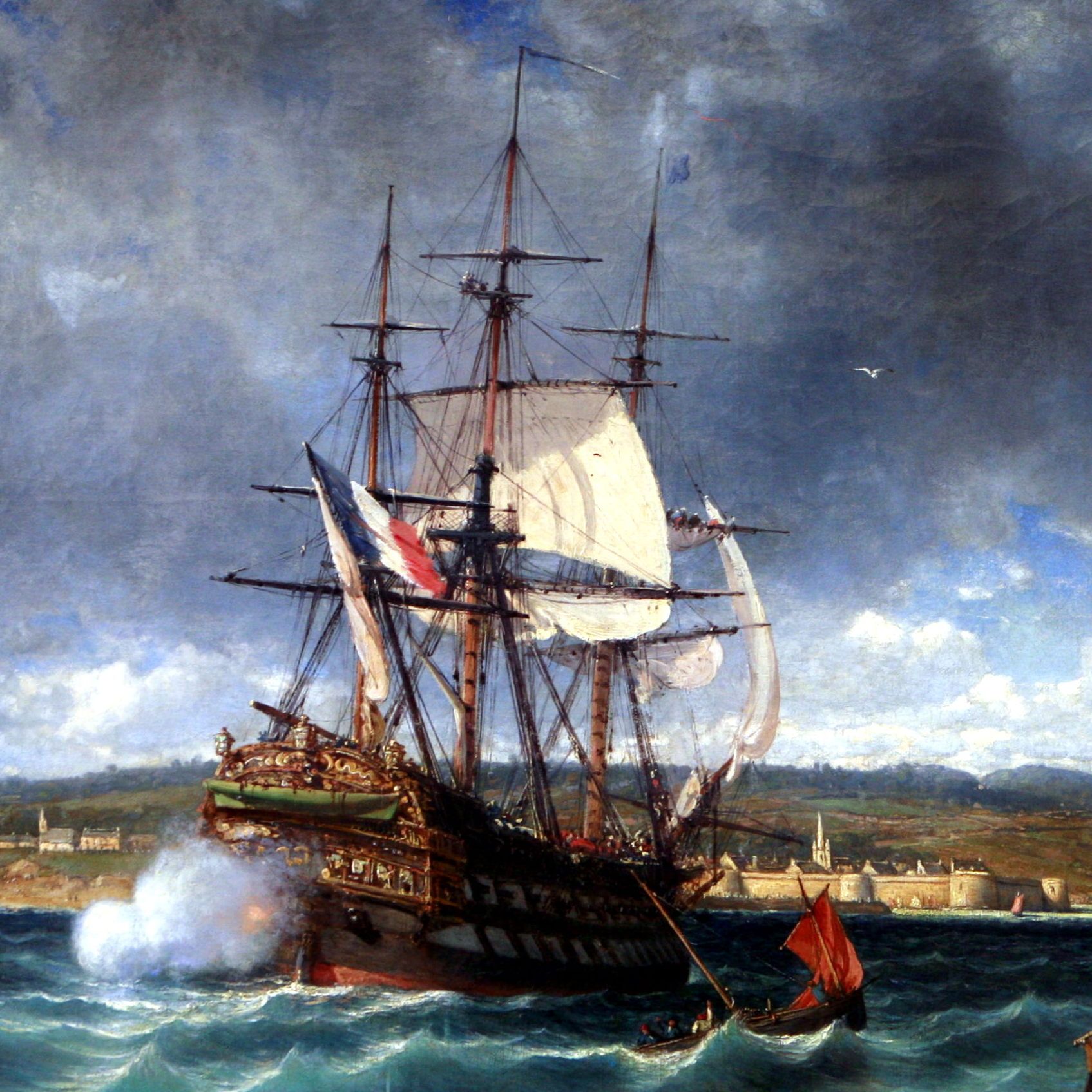
На картині зображено французький лінійний корабель Vétéran, який веде вогонь з кормових ретирадних гармат по кораблях британської ескадри, які його переслідують.

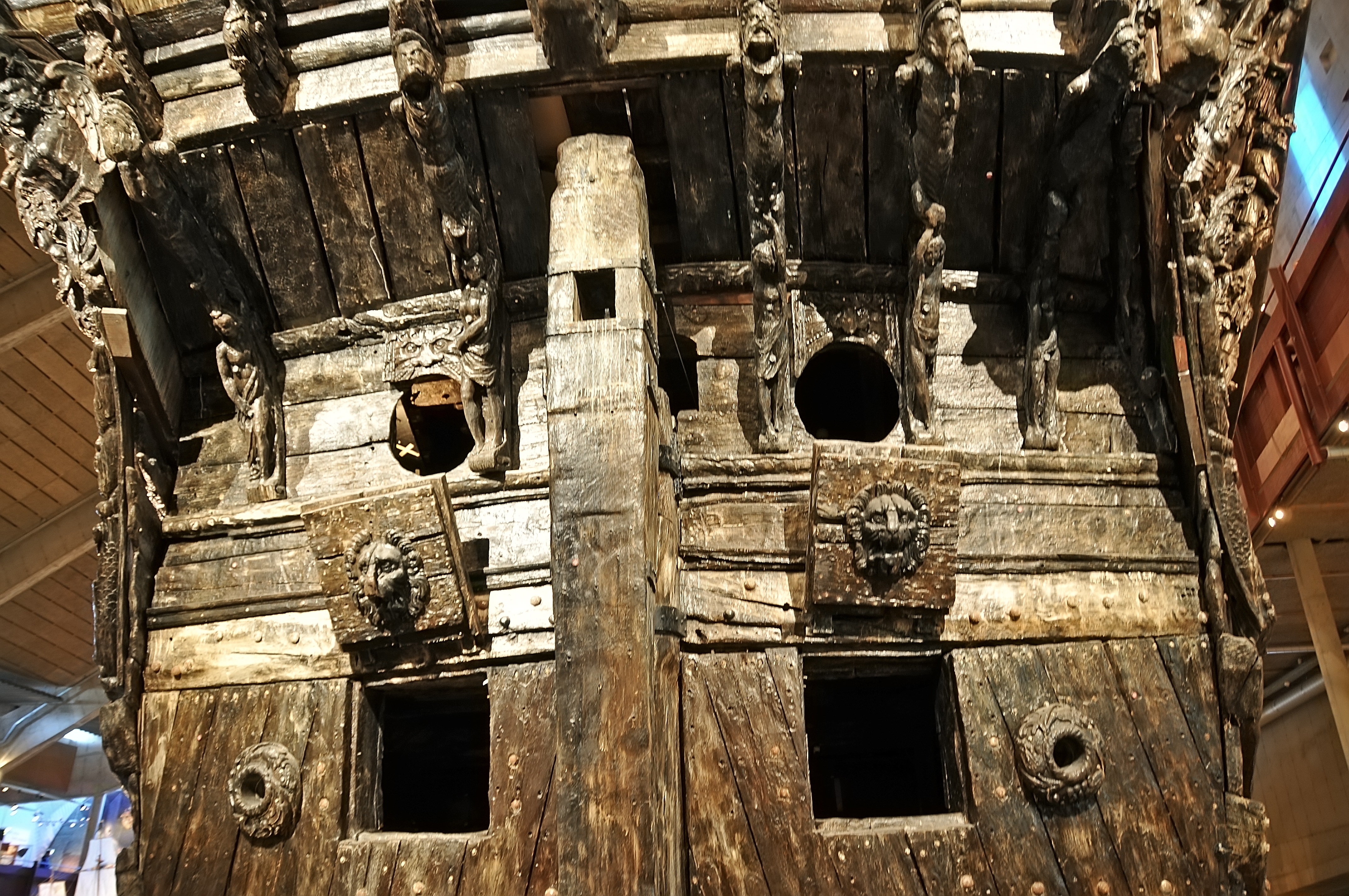
Порти ретирадних гармат галеона «Ваза»

Пого́нна гармата — морська гармата, що встановлювалася у носовій частині (націлена вперед) вітрильного корабля або перших броненосців. Встановлена на кормі (націлена назад) гармата називалася ретира́дною гарматою (від фр. retirade — «відступ»). Вони використовувались для спроби уповільнити рух ворожого корабля, під час переслідування (носові гармати), або під час відступу (кормові гармати), коли для здійснення бортового залпу потрібно було міняти курс корабля, і, відповідно, втрачати швидкість. Погонні і ретирадні гармати насамперед мали пошкодити такелаж і тим самим знизити швидкість цілі та її здатність маневрувати.
Носові гармати могли бути звичайними, доставленими з гарматної палуби і націленими через спеціально вирізані порти з обох боків бушприта, або спеціальними, з подовженим стволом і порівняно легким ядром. Кормові гармати могли бути також переміщенні з гарматної палуби, або й постійно знаходилися у кормових каютах, де їх прикривали і використовували як частину умеблювання.

## Розвиток
За доби вітрил судноплавство було доведено до рівня високого мистецтва, і погоні часто тривали годинами, а іноді і днями, оскільки команда кожного з учасників добивалася такого тонкого настроювання вітрил, аби отримати перевагу у швидкості за рахунок невеликих варіацій сили вітру. Погонні і ретирадні гармати цієї епохи зазвичай виготовляли з бронзи, а не чавуну, оскільки вони були більш точними.  Один вдалий постріл міг перебити важливий трос або призвести до розриву вітрила при сильному вітрі. Тож, якщо кораблі знаходились в межах досяжності, найкращі артилеристи з кожного використовували свої погонні (ретирадні) гармати для ретельно націленої стрільби по противнику. Втім навіть покращенні гармати того часу мали обмежену точність, що ускладнювало ураження навіть такої великої цілі, як такелаж ворожого корабля. В одному з прикладів вісімнадцятого століття британський екіпаж здійснив сімдесят два постріли з носових гармат свого корабля, перш ніж влучити у вітрила втікаючого ворожого судна.
До кінця вісімнадцятого століття екіпажі Королівського флоту все частіше здійснювали спеціальні тренування для використання погонних і ретирадних гармат. Самі гармати також були модифіковані, щоб максимізувати їх ефективність за відповідним цільовим призначенням, включаючи модифікацію їхніх лафетів, щоб забезпечити більше підвищення та, відповідно, більшу дальність вогню. З 1799 р. фрегати Королівського флоту загалом постачалися двома погонними та двома ретирадними гарматами, оскільки саме цей клас кораблів, найімовірніше, залучався б до переслідування ворожих кораблів чи суден.